# ゴルディアスの結び目

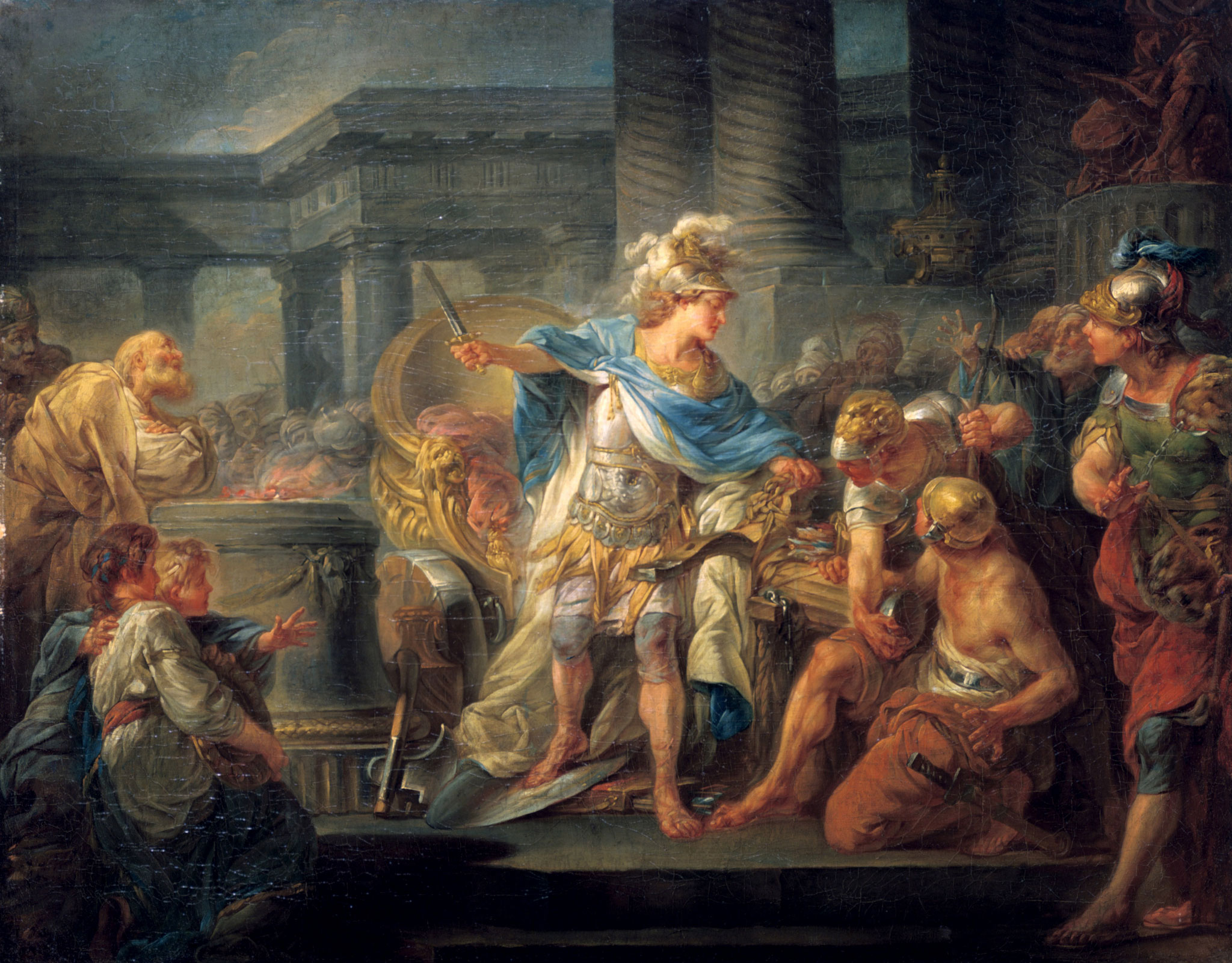
「ゴルディアスの結び目を断ち切るアレクサンドロス大王」作:Jean-Simon Berthélemy (1743–1811)

ゴルディアスの結び目（ゴルディアスのむすびめ、英: Gordian Knot）は、古代アナトリアにあったフリギアの都ゴルディオンの神話と、アレクサンドロス大王にまつわる伝説である。この故事によって、手に負えないような難問を誰も思いつかなかった大胆な方法で解決してしまうことのメタファー「難題を一刀両断に解くが如く」（英: to cut the Gordian knot )として使われる。ゴルディオンの結び目、ゴルディオスの結び目とも。
Turn him to any cause of policy,

The Gordian Knot of it he will unloose,

Familiar as his garter—シェイクスピア、ヘンリー五世, 第1幕第1場 45–47.

## 伝説
その昔、権力争いにあけくれたフリギアでは、世継ぎの王がいなくなってしまった。そこでテルメッソスの神サバジオスに、臣民が次の王がいつ現れるかの託宣を仰いだ。すると、預言者の前に牛車に乗ってやってくる男がフリギアの王になる、という神託がくだった。ちょうど神殿へ牛車に乗って入ってくる男がいたが、それは貧しい農民のゴルディアースであった。にわかには信じがたい神託であったが、ゴルディアスの牛車には、神の使いの鷲がとまっていたため、それを見た占い師の女が、彼こそが次の王だと高らかに叫んだ。
ゴルディアスは王として迎えられ王都ゴルディオンを建てた。ゴルディアスは神の予言に感謝を示すため、乗ってきた牛車を神サバジオスに捧げた。そしてミズキの樹皮でできた丈夫な紐で荷車の轅を、それまで誰も見たことがないほどにしっかりと柱に結びつけ、「この結び目を解くことができたものこそ、このアジアの王になるであろう」と予言した。その後、この荷車を結びつけた結び目はゴルディアスの結び目として知られ、結び目を解こうと何人もの人たちが挑んだが、結び目は決して解けることがなかった。
数百年の後、この地を遠征中のマケドニア王アレクサンドロス3世（アレクサンドロス大王）が訪れた。彼もその結び目に挑んだが、やはりなかなか解くことができなかった。すると大王は剣を持ち出し、その結び目を一刀両断に断ち切ってしまい、結ばれた轅はいとも簡単に解かれてしまった。折しも天空には雷鳴がとどろき、驚いた人々を前に、大王の従者のアリスタンドロスは「たったいま我が大王がかの結び目を解いた。雷鳴はゼウス神の祝福の証である」と宣言した。後にアレクサンドロス3世は遠征先で次々と勝利し、予言通りにアジアの王となったという。
この神話部分は、古い伝承ゆえの多くのバリエーションが存在する。ゴルディアスにはミダースという息子がおり、その息子が王になったとする話や、占い師の女と結婚したとする話などもある。

## 伝説の研究
この話はゴルディアスが結び目を作る神話とアレクサンドロス3世が結び目を解く伝説の二つから成り立っている。それぞれについて研究が行われている。
フリギアは後にアケメネス朝ペルシアの属州となっていたが、アレクサンドロス3世がその地を訪れた紀元前4世紀ごろにもその荷車はフリギアのゴルディオンのかつての宮殿に立っていたとされる。
ロバート・グレーヴスによれば、この結び目は、ゴルディアース/ミダース王の神官たちによって守られた宗教的結び目暗号だった可能性があるとされる。ディオニューソスの（言葉にできない）神聖な名前を象徴しているのではないか、つまり名前を結び目で表現した暗号ではないかとし、その秘密が神官によって代々受け継がれ、フリギアの王だけにそれが明かされていたのではないかとした。
ロビン・レイン・フォックスは、神話にはこの荷車（チャリオット）をテーマにしたものがいくつかある、と指摘している。
アレクサンドロス3世がゴルディアスの結び目を解いたというエピソードはアッリアノス（『アレクサンドロス大王東征記』2.3）、クイントゥス・クルティウス（『アレクサンドロス大王史』3.1.14）、ユニアヌス・ユスティヌスによるポンペイウス・トログスの著作の要約 (11.7.3)、クラウディウス・アエリアヌス（De Natura Animalium 13.1）などがある。
一方で、古い文献では、アレクサンドロス3世がゴルディアスの結び目を解くことに挑戦したことについては一致しているが、その解き方については必ずしも一致していない。プルタルコスはアレクサンドロス3世が剣で結び目を断ち切ったという定説に異を唱えている。彼はアリストブロスの言を採用し、アレクサンドロス3世が結び目を固定していた留め釘を引き抜いて紐の両端を探り当て、普通に結び目を解いたとしている。古典学者の中にもこちらの方が定説よりも尤もらしいと見なしている者もいる。
都合により恣意的な改変をたびたび受けることがある寓話とは異なり、神話にはそのような要素はほとんどない。この神話は全体として、中央アナトリアの王国における王朝の交代の正統性を与えるためのものと見られる。したがってアレクサンドロス3世が「結び目を野蛮な方法で断ち切ったことは…古代の体制の終焉を意味した」と言える。牛車はゴルディアースとミダースの旅がその地方内の旅ではなく長い旅だったことを示唆しており、彼らの神話の起源がマケドニアにあることと結びついている。このことはアレクサンドロス3世も気づいていたと考えられている。この神話によると新王朝はそれほど起源が古いものではなく、その始祖が聖職者ではない余所者だったことが記憶されており、名祖としての農民の「ゴルディアース」またはフリギア人であることが確実な「ミダース」が牛車に乗っていたとすることでその事実を代表したものと見られる。他のギリシア神話でも征服権によって王朝を正統化しているが（カドモス参照）、この神話で強調されている神託は、かつての王朝が聖職者を王とし未確認の神託神を祭っていたことを示唆している。
アジアの王という記述は、必ずしも現在のアジア大陸を意味しない。しかし、アレクサンドロス3世がその後インダス川流域まで征服したことは史実とされている。